# Philippe Sollers

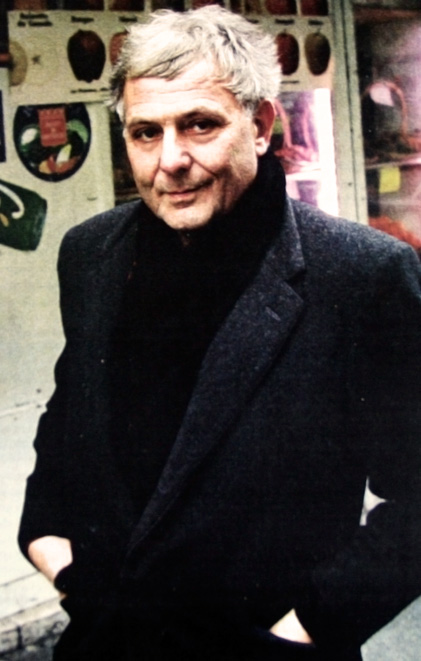
Philippe Sollers

Philippe Sollers [sɔˈlɛʁs] (* 28. November 1936 in Talence als Philippe Joyaux; † 6. Mai 2023 in Paris) war ein französischer Schriftsteller und Literaturkritiker.

## Leben
Philippe Sollers veröffentlichte 1959 Une curieuse solitude (Eine seltsame Einsamkeit). Dieser klassische Entwicklungsroman wurde vom katholischen Schriftsteller François Mauriac, aber auch von seinem kommunistischen Kollegen Louis Aragon, begeistert aufgenommen. Zwischen 1960 und 1982 war Sollers Herausgeber der Zeitschrift Tel Quel, die eine Plattform des poststrukturalistischen Denkens wurde, und widmete sich sprachlichen und politischen Experimenten. So unterstützte er in den 70er Jahren den Maoismus.
1983 landete er mit Femmes einen überraschenden Bestseller, mit dem er wieder zu einer konventionelleren Erzählweise zurückkehrte. Seitdem war er immer wieder in den französischen Medien zu erleben, wo er sich zu aktuellen Fragen äußerte. Sollers war seit 1967 verheiratet mit der Psychoanalytikerin Julia Kristeva.
Zahlreiche Bücher, die Sollers ab 2000 schrieb, sind bislang noch nicht ins Deutsche übersetzt worden. Sie bezeugen u. a. sein politisches und ästhetisches Engagement (u. a. Littérature et politique, 2014), die gnostischen und katholischen Bezüge seines Denkens (zuletzt etwa Graal, 2022) und umfassen auch autofiktionale Darstellungen seines Lebens (Un vrai roman: mémoires, 2007).

## Ehrungen
- 2008 Prix Saint-Simon

## Veröffentlichungen
- Une curieuse solitude. 1958
  - Seltsame Einsamkeit. Roman. Übersetzung Hertha Balling. Verlag der Europäischen Bücherei, Bonn 1960; Fischer Bücherei, Frankfurt/Hamburg 1964
- Le Parc. 1961
  - Der Park. Roman. Übersetzung Elisabeth Schneider. Frankfurt 1963
- Drame. 1965
  - Drama. Roman. Übersetzung Gerd Henniger. S. Fischer, Frankfurt 1968
- Portrait du joueur. 1984
  - Portrait des Spielers. Übersetzung Hans Thill. Wunderhorn, Heidelberg 1992, ISBN 3-88423-080-8
- mit Alain Kirili: Rodin. Dessins érotiques. 1987
  - Auguste Rodin. Die erotischen Zeichnungen, Aquarelle und Collagen. Schirmer-Mosel, München 1987, ISBN 3-88814-236-9
- Le cavalier du Louvre. 1995
  - Der Kavalier im Louvre. Vivant Denon (1747–1825). Übersetzung Hans Thill. Wunderhorn, Heidelberg 2000, ISBN 3-88423-168-5
- Casanova l’admirable. 1998
  - Casanova. Übersetzung Angelika Schneeberger-Chmelar. Agenda-Verlag, Münster 2000, ISBN 3-89688-081-0